# Charles Rollin

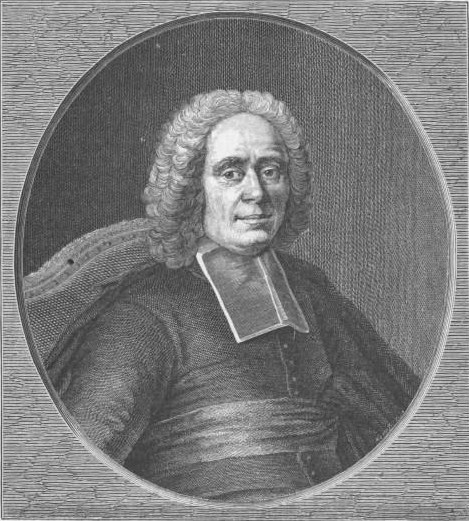
Charles Rollin.

Charles Rollin, född den 30 januari 1661 i Paris, död där den 14 september 1741, var en fransk pedagogisk och historisk författare.
Rollin var lärare vid Collège du Plessis 1683–1692 och professor i latinsk vältalighet vid högskolan Collège Royal 1688–1736. Det utomordentliga anseende, som han åtnjöt, beredde honom bland annat utmärkelserna att väljas till ledamot av Académie des inscriptions (1701) och till rektor vid universitetet (1694, 1695, 1720). I denna senare egenskap genomförde han inom högskolan nyttiga disciplinära och administrativa förändringar, som bidrog till att förskaffa honom uppdraget att omskapa ett av de större läroverken, Collège de Beauvais, vilket under hans ledning (1699–1712) ånyo blev en stor och blomstrande undervisningsanstalt. Oaktat alla dessa förtjänster nödgades Rollin emellertid frånträda sina befattningar (1720) till följd av de jansenistiska tänkesätt, som han inte skydde att offentligen uttala. Han ägnade då sin tid åt författarskap; hans främsta arbete är det pedagogiska verket Traité des études (4 band, 1726–1731). Enkel och anspråkslös, som han var, uppträdde han ingalunda som reformator, men sökte endast skildra elementarundervisningen sådan den var vid en tid, då det gamla universitetet började inse nödvändigheten att göra några eftergifter åt nyare strävanden. Anmärkningsvärd är den iver, varmed han, trots att han själv, liksom sina samtida, var en varm vän av klassiska studier, förordar modersmålet som grundläggande språk och därjämte minskning i översättningar från de gamla språken samt flera andra förbättringar i då rådande lärometoder. Till ungdomens tjänst utarbetade han en förkortad upplaga av sin älsklingsförfattare Quintilianus (1715) samt utgav två omfattande, okritiskt kompilatoriska verk över antikens historia, Histoire ancienne (1730–1738) och Histoire romaine (1738 ff.). Hans latinska tal och skaldestycken med mera utgavs 1771.